# 태양의 후예 (2020년 드라마)
《태양의 후예》(영어: Descendants of the Sun 디센던츠 오브 더 썬[*])는 2020년 방영된 필리핀의 드라마이다.